# Erwin Blumenfeld
Erwin Blumenfeld (Berlino, 26 gennaio 1897 – Roma, 4 luglio 1969) è stato un fotografo tedesco naturalizzato statunitense.
Emigrò negli Stati Uniti nel 1941, dove divenne presto un fotografo di moda di successo e ben pagato, lavorando come libero professionista per Harper's Bazaar, Life e Vogue. Il suo lavoro fotografico mostrava l'influenza del dadaismo e del surrealismo; le sue due principali aree di interesse erano la morte e le donne. Era esperto in lavori di laboratorio e ha sperimentato tecniche fotografiche come distorsione, esposizione multipla, fotomontaggio e solarizzazione.

## Biografia
Nacque a Berlino il 26 gennaio 1897.
Nel 1907 Erwin ricevette la sua prima macchina fotografica da suo zio Carl. Nel 1913, a causa della malattia e successiva morte del padre, la famiglia non aveva più denaro per permettergli di studiare, così per sostenerla, Erwin iniziò a lavorare come apprendista presso un produttore di abbigliamento da donna, Moses e Schlochauer.
Nel 1915 prese a frequentare le caffetterie di Berlino con i suoi amici Paul Citroen e Walter Mehring, e in una di queste conobbe e strinse amicizia con l'artista George Grosz, narratore e disegnatore di fama, definito dallo stesso Blumenfeld come l'uomo più brillante che abbia mai incontrato in tutta la sua vita. Contemporaneamente Erwin iniziò una corrispondenza con la cugina di Paul Citroen, Lena Citroen, che viveva ad Amsterdam.

## La prima guerra mondiale
Incorporato nell'esercito tedesco come autista di ambulanze, prese parte alla prima guerra mondiale e venne inviato in Francia dopo un periodo di addestramento infernale a Zwickau. Raccolse principalmente cadaveri nella sua ambulanza, ma operava anche da contabile di bordello dell'esercito. Mentre è in licenza nel giugno del 1918, ha intenzione di disertare e raggiunge Lena nei Paesi Bassi, ma viene segnalato all'esercito da suo zio Bruno. Scrisse a suo fratello Heinz, arruolato nel 1918: 
 Tre settimane più tardi, a Erwin fu restituita la lettera inviata al fratello con una nota scritta attraverso l'indirizzo: Ucciso in battaglia, ritorno al mittente. Heinz era morto sul fronte francese.

## Il periodo olandese
Stabilitosi nei Paesi Bassi, Erwin prova a mettersi in affari nel giro delle opere d'arte con Paul Citroen, ma con scarso successo. Entra quindi nel business dell'abbigliamento, entrando a far parte della Gerzon Brothers Fashion House.
Partecipa al movimento dadaista con Grosz, Mynona, Mehring e lo stesso Citroen; dipinge, scrive e fa collage sotto lo pseudonimo di Jan Bloomfield. Blumenfeld e Citroen si autoproclamarono come i direttori dell'Olanda Dadacentrale.

### Il matrimonio
Il 26 gennaio 1921, Blumenfeld sposò Lena Citroen. Gestì un negozio di pelletteria ad Amsterdam: la Fox Leather Company. È in questo periodo che inizia a scattare fotografie. I suoi soggetti sono soprattutto i clienti del negozio, i suoi familiari e gli amici di Berlino e Amsterdam. Sviluppa i suoi scatti in una camera oscura ricavata nel retrobottega del suo negozio.
Dal matrimonio nacquero tre figli: Lisette (1922), Heinz (1925) e Frank Yorick (1932). Si stabilì con la famiglia a Zandvoort, ma Blumenfeld non ottenne mai la cittadinanza olandese a causa di un insolito quanto curioso motivo che gli costò l'arresto: trovandosi su una spiaggia in riva al mare, aveva fatto cadere una tracolla del suo costume da bagno.

### I primi lavori
Nel 1932 e nel 1934 espose alcune delle sue prime fotografie a Kunstzaal van Lier vicino ad Amsterdam. Nel 1933 realizzò un fotomontaggio che mostrava Hitler come un teschio con una svastica sulla fronte; questa immagine fu in seguito usata nel materiale propagandistico alleato nel 1943. Nel 1935 la sua prima fotografia pubblicata su una rivista, la parigina Arts et Métiers Graphiques, fu quella in cui ritrasse Tara Twain di Hollywood. 
Non ricevendo più rifornimenti dalla Germania, il suo negozio, che navigava già in cattive acque, finì in bancarotta, per cui, per sua stessa definizione, non avendo più nulla da fare, diventò fotografo a tempo pieno, sconsigliato da tutti.
Nel 1936, incoraggiato da Genevieve Rouault, figlia del pittore Georges Rouault, che aveva fotografato ad Amsterdam, Erwin si trasferì a Parigi come fotografo.
Nel 1938 pubblicò fotografie per l'edizione francese di Vogue, il cui caporedattore era Michel de Brunhoff, grazie a Cecil Beaton che ammirava i suoi scatti.

## La seconda guerra mondiale
Allo scoppio del conflitto mondiale, Erwin viveva con la sua famiglia in Borgogna, precisamente a Voutenay-sur-Cure e in Vézelay.
Nel 1940 fu internato come straniero indesiderato, prima nel campo di Montbard-Marmagne, poi in quelli di Loriol, Levernet d'Ariège e Catus.
La figlia Lisette fu internata a 18 anni, nel campo di Gurs nei Pirenei. Quando il campo di Catus fu smantellato, la famiglia si trasferì ad Agen riuscendo a ricongiungersi con Lisette.
Blumenfeld ottenne i visti per la famiglia a Marsiglia dal vice-console Oliver Hiss.

### La fuga negli Stati Uniti
Fuggirono negli Stati Uniti nel maggio 1941 sulla nave a vapore del Mont Viso. Ma in Marocco furono fermati e arrestati nel porto di Casablanca, e deportati nel campo di Sidi-el-Ayachi, ma grazie alla Hebrew Immigration Aid Society, riuscirono a continuare il viaggio per New York, su una nave portoghese, la SS Nyassa, dove fecero arrivo nell'agosto del 1941.

## Il successo
Blumenfeld iniziò immediatamente a lavorare per Harper's Bazaar, condividendo lo studio del fotografo Martin Munkácsi.
Nel 1943 acquisì il suo studio al 222 Central Park South, e ben presto arrivò il successo, diventando uno dei fotografi di moda più noti e meglio pagati. Lavorò per Harper's Bazaar e Alexey Brodovitch, Look, Life, Vogue e Alexander Liberman, Cosmopolitan, Caleidoscopio, Fotografia, Picture Post, Pageant, producendo oltre 100 copertine per riviste di moda e di fotografia negli anni successivi.
Erwin nel 1948 espose in Dentro e fuori fuoco, di Edward Steichen al MoMA di New York e in Seventeen American Photographers al Museo di Los Angeles.
Blumenfeld comprò una casa tra le dune, sulla spiaggia di Westhampton nel 1954, smise di lavorare per Vogue nel 1955, evolvendosi verso la pubblicità. Lavorò per Helena Rubinstein, Elizabeth Arden, L'Oréal, la sala Oval della Dayton Company e molte altre. Il suo agente era Kathleen Levy Barnett, che in seguito divenne sua nuora.

## Gli ultimi anni
Nel 1960 Blumenfeld iniziò a scrivere la sua autobiografia in tedesco, Einbildungsroman, assistito in questo compito da Marina Schinz che iniziò a lavorare per lui nel 1964.
Compose un libro fotografico intitolato Le mie cento migliori foto, 100 immagini in bianco e nero.
Cardiopatico, Erwin Blumenfeld morì di infarto a Roma il 4 luglio 1969, dopo aver salito di corsa le scale del suo albergo, in quanto tralasciò di prendere le pasticche per il cuore.

## Opere
- Monographies
- Eye to I - Autobiography
- The Man Who Shot Beautiful Women
- Vogue - Covers